# Staw w Radziejowicach
Staw w Radziejowicach – obraz olejny autorstwa Józefa Chełmońskiego, namalowany około 1905 roku. Dzieło przedstawia staw położony w miejscowości Radziejowice. Obraz znajduje się w zbiorach Muzeum Narodowego w Warszawie.

## Opis
Obraz ukazuje spokojny, nastrojowy krajobraz z widokiem na staw w otoczeniu drzew i bujnej roślinności. Malowany w naturalistycznym stylu, typowym dla późnego okresu twórczości Chełmońskiego, odznacza się subtelnym światłocieniem i spokojną, kontemplacyjną atmosferą. Woda w stawie odbija niebo i korony drzew, co nadaje kompozycji harmonii i głębi.

## Tło historyczne
Józef Chełmoński osiedlił się w Kuklówce w 1889 roku. W otoczeniu mazowieckiej przyrody tworzył liczne pejzaże, które uchodzą za jedne z najdojrzalszych w jego dorobku. Staw w Radziejowicach jest przykładem tego nurtu, ukazującym związek artysty z naturą i miejscem zamieszkania.